# Saint-Julien-d'Asse
Saint-Julien-d'Asse är en kommun i departementet Alpes-de-Haute-Provence i regionen Provence-Alpes-Côte d'Azur i sydöstra Frankrike. Kommunen ligger  i kantonen Mézel som ligger i arrondissementet Digne-les-Bains. År 2022 hade Saint-Julien-d'Asse 226 invånare.

## Befolkningsutveckling
Antalet invånare i kommunen Saint-Julien-d'Asse
Referens: INSEE